# Diosku
Diosku (rus: Дёску; iacut: Дьооску) és un poble de la República de Sakhà, a Rússia, que en el cens del 2010 tenia 53 habitants.